# John Madden (hokeista)
John Madden (ur. 4 maja 1973 w Barrie, Ontario) – kanadyjski hokeista. 

## Kariera klubowa
- Alliston Hornets (1989–1991)
- Barrie Colts (1991–1993)
- Michigan Wolverines (1993–1997)
- Albany River Rats (1997–1999)
- New Jersey Devils (1998–2004)
- HIFK (2004–2005)
- New Jersey Devils (2005–2009)
- Chicago Blackhawks (2009–2011)
- Minnesota Wild (2010–2011)
- Florida Panthers (2011–2012)

Karierę zakończył we wrześniu 2012 roku. Następnie został skautem w klubie Montréal Canadiens.

## Sukcesy
Klubowe
- Mistrzostwo NCAA: 1994, 1996, 1997
- Puchar Stanleya: 2000, 2003 z New Jersey Devils, 2010 z Chicago Blackhawks

Indywidualne
- Najbardziej Wartościowy Zawodnik (MVP) turnieju NCAA: 1996
- Najlepszy defensywny napastnik NCAA: 1997
- Frank J. Selke Trophy: 2001